# Socialisternas och demokraternas parti

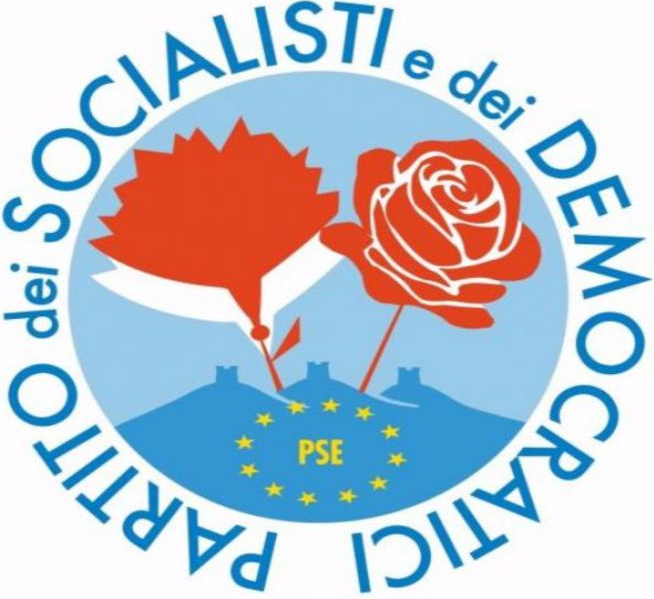
Logo

Socialisternas och demokraternas parti, Partito dei Socialisti e dei Democratici (PSD) är ett socialdemokratiskt parti i San Marino, bildat 2005 genom samgående mellan Socialistpartiet och Demokraterna. PSD tillhör Socialistinternationalen.
2009 lämnade en grupp politiker i Borgo Maggiore PSD och bildade Partito Socialista Riformista Sammarinese (PSRS).

## Socialistpartiet
Partito Socialista Sammarinese (PSS) grundades 1892 som San Marino första politiska parti. Det var förbjudet under det fascistiska styret på 1920-talet. Efter andra världskrigets slut styrde PSS landet i koalition med Kommunistpartiet (PCS) fram till 1957. Detta uppskattades inte av mer moderata krafter inom partiet som bildade Partito Socialista Democratico Indipendente Sammarinese (PSDIS).
1958 – 1977 leddes San Marino av olika blocköverskridande regeringar. 1978 – 1986 deltog PSS i en kommunistledd vänsterkoalition, som upplöstes 1986 efter anklagelser om korruption i ett av regeringspartierna. 1986 – 1992 var PSS det ledande oppositionspartiet. Som sådant kom man att distansera sig alltmer från PCS och 1992 inleda ett regeringssamarbete med Kristdemokraterna. Denna utveckling fick PSDIS att återinträda i PSS.
Men när PSS 2005 gick ihop med det postkommunistiska PD revolterade de mer mittenorienterade krafterna i partiet ännu en gång och bildade Nya Socialistpartiet (NPS). NPS fusionerade 2012 med PSRS och bildade Partito Socialista (PS).

## Demokraterna
Partito dei Democratici (PD) bildades den 25 mars 2001 genom samgående mellan PCS arvtagare Partito Progressista Democratico Sammarinese (PPDS), Riformisti Democratici (RD) och Socialisti Idee in Movimento (SIM).